# جينس (نسب)

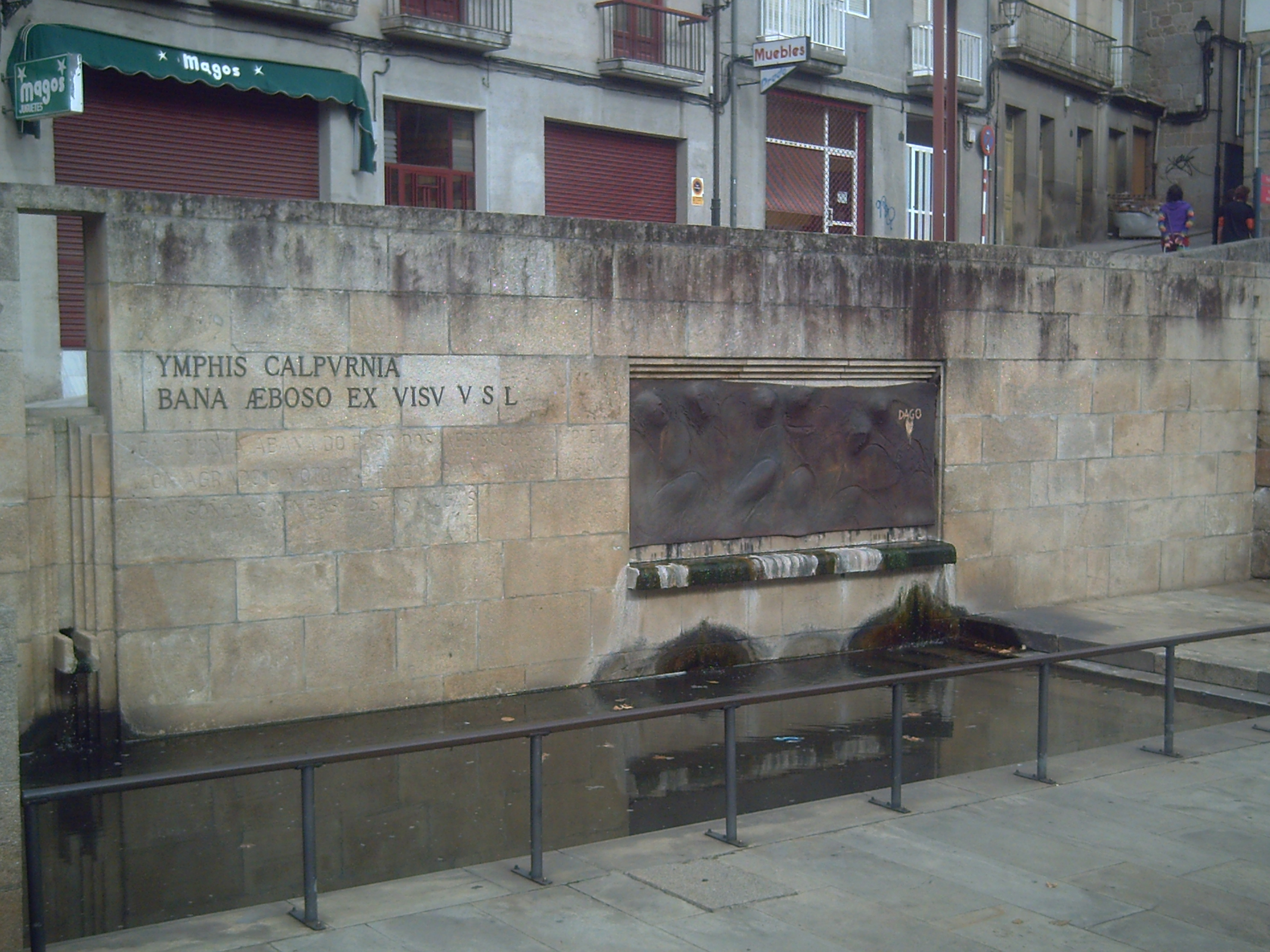

جينس أو جِنس (باللاتينية: Gens، حرفيًا جنس) في روما القديمة، هي تجمع عائلي تتكون من الأفراد الذين يحملمون نفس اسم الجينس nomen (الاسم الثاني) والذين يدعون النسب إلى سلف مشترك. وهي بمعنى العشيرة أو الآل أو القبيلة، ويسمى فرع الجينس ستيربس stirps . كانت الجينس هيكلًا اجتماعيًا مهمًا في روما وفي جميع أنحاء إيطاليا خلال فترة الجمهورية الرومانية. تعتمد المكانة الاجتماعية للأفراد كثيرًا على الجينس التي ينتمون إليها، وصنفت بعض الجينسات على أنها بطرقية، وبعضها الآخر على أنها دهماء. كان في بعضها فروع بطارقة ووفروع دهماء كذلك. تراجعت أهمية العضوية في الجينسات بشكل كبير في العصر الإمبراطوري، على الرغم من استمرار استخدام الجينساوية gentilicium وتحديد لأصول وسلالات الأباطرة الرومان.

## الأصول
تُترجم كلمة جينس أحيانًا على أنها «عرق»، أو «أمة»، بمعنى أن أناس ينحدرون من سلف مشترك (بدلاً من مشاركة سمة مادية مشتركة). يمكن ترجمتها أيضًا على أنها «عشيرة» أو «أقرباء» أو «قبيلة»، على الرغم من أن كلمة قبيلة <i id="mwHQ">Tribus</i> لها معنى منفصل ومتميز في الثقافة الرومية. يمكن أن تكون الجينسات صغيرة مثل عائلة واحدة، أو يمكن أن تشمل مئات الأفراد. وفقا للتقاليد، في عام 479 قبل الميلاد، تمكنت جينس فابيا وحدها من تشكيل ميليشيا تتكون من ثلاثمائة وستة رجال في سن القتال. لم يكن مفهوم الجينس روميًا فريدًا، بل تشاركته مع المجتمعات في جميع أنحاء إيطاليا، بما في ذلك أولئك الذين يتحدثون اللغات الإيطاليقية مثل اللاتينية والأوسكانية وأومبريا وكذلك الأتروسكيين. وجرى استيعاب كل هذه الشعوب في نهاية المطاف في مجال الثقافة الرومية.
قيل أن أقدم الجينسات نشأت قبل تأسيس روما (تقليديًا 753 قبل الميلاد)، وادعت النسب إلى الشخصيات الأسطورية منذ زمن حرب طروادة (تقليديا انتهت 1184 قبل الميلاد). إلا أن تأسيس الجينسات لا يمكن أن يسبق طويلًا اتخاذ الاسم العائلي الوراثي. إذ كان الاسم الجينساوي nomen gentilicium، أو «اسم الجينس» هو السمة المميزة للجينسات، لأن اسم المواطن الرومي يشر إلى عضويته في الجينس.
يمكن اشتقاق الاسم من كثير من الأشياء، مثل اسم الجد، أو مهنة الشخص، أو المظهر الجسدي، أو السلوك، أو الخصائص، أو بلدة المنشأ، ولأن بعض هذه الأشياء كانت شائعة إلى حد ما، كان من الممكن أن تحمل عائلات غير ذات صلة نفس الاسم، ومع مرور الوقت تختلط الأسماء.
يمكن تبني أشخاص في الجينس واكتساب اسمها. والمعتوق "، يأخذ عادة اسم الجينس (وأحيانا أيضا اسم أول برينمويون) من الشخص الذي اعتقه، وعادة ما أخذ المواطن المتجنس اسم وليه الذي منح الجنسية. لم يكن الرجال المحررين والمعتوقين الجدد من الناحية الفنية جزءًا حقًا من الجينس الذين حملوا اسمها، ولكن في غضون بضعة أجيال، أصبح من المستحيل غالبًا تمييز نسلهم عن الأعضاء الأصليين. من الناحية العملية، كان هذا يعني أنه يمكن للجينسات الحصول على أعضاء جدد وحتى فروع جديدة، إما بطريقة قصدية أو عن طريق الصدفة.

### الفروع (ستيربس)
عادةً ما تميزت الفروع أو الستيربس stirps المختلفة للجينس بالاسم الثالث (كونيومينه cognomen ) ، وهي كنية إضافية تتبع الاسم الثاني، والتي يمكن أن تكون شخصية أو وراثية. أصبحت بعض الستيربسات الكبيرة بشكل خاص مقسمة إلى فروع متعددة، تتميز بكونيوميناإضافي.

### الأسماء الشخصية
استخدم معظم الجينسات بانتظام عددًا محدودًا من الأسماء الشخصية، أو برينومينا praenomina ، الذي ساعد اختياره على التمييز بين أعضاء الجينس الواحدة من الأخرى. في بعض الأحيان تختلف الفروع المختلفة للجنس في أسمائهم المختارة. في بعض الأحيان، يقصر معظم الجينسات المحافظة أنفسهم على ثلاثة أو أربعة برينومينا، بينما تستخدم الأخريات بانتظام ستة أو سبعة.
كان هناك سببان رئيسيان لهذا الاختيار المحدود: أولاً، كان من التقليدي نقل أسماء العائلة من جيل إلى الجيل التالي؛ كانت هذه الأسماء مفضلة دائمًا. ثانيًا، اقتصرت معظم عائلات البطارقة على عدد صغير من الأسماء كوسيلة لتمييز نفسها عن الدهماء، الذين غالبًا ما استخدموا مجموعة متنوعة من الأسماء، بما في ذلك بعض الأسماء التي نادرًا ما استخدمها البطارقة. ومع ذلك، فإن العديد من أقدم البيوت البطرقية وأكثرها نبلًا تستخدم في كثير من الأحيان برينومينا نادرة وغير عادية.
وتجنبت بعض العائلات عمداً برينومينا معينة. في بعض الحالات على الأقل، كان هذا بسبب التقاليد المتعلقة بالأعضاء المشينين أو الموصومين من الجينس الذي يحملون اسمًا معينًا. على سبيل المثال، تجنبت جينس يونيا <b>Iunii</b> بعناية البرينومينا تيتوس Titus وتيبريوس Tiberius بعد إعدام عضوين بهذه الأسماء بتهمة الخيانة. حالة مماثلة يفترض أنها قادت مجلس جينس مانليا Manlia إلى منع أعضائها من حملا البرينومين ماركوس، على الرغم من أن هذا الحظر لا يبدو أنه قد تم التقيد به بدقة.

## الوظيفة الاجتماعية للجينس
من الناحية النظرية، كانت كل جينس تعمل كدولة داخل دولة، يحكمها شيوخها وجمعياتها، وتتبع عاداتها الخاصة، وتمارس شعائرها الدينية. ارتبطت بعض العبادات تقليديًا بجينسات معينة. كانت جمعيات الجينسات مسؤولة عن التبني والوصية عند أفرادها. وإذا توفي أحد أفراد الجينس دون وصية وبدون عائلة مباشرة، يجري توزيع ممتلكاته على بقية الجينس.
قرارات الجنيس كانت ملزمة نظريا لجميع أفرادها.إلا أنه، لم يسجل أي تشريع عام على أنه مُقرّ من قبل جمعية الجينس. كان للجينسات كمجموعات تأثير كبير على تطوير القانون الرومي والممارسات الدينية، ولكن تأثيرًا ضئيلًا نسبيًا على التاريخ السياسي والبنيوي لروما.

## البطارقة والدهماء
اعتبر بعض الجينسات من البطارقة، وآخريات من الدهماء plebs. وفقا للتقاليد، كان البطارقة ينحدرون من «آباء المدينة»، أو الآباء ؛ أي، رب الأسرة في وقت تأسيسها من قبل رومولوس، أول ملك لروما. كما تم قبول العائلات النبيلة الأخرى التي جاءت إلى روما خلال وقت الملوكفي طبقة البطارقة، بما في ذلك العديد من الذين هاجروا من ألبا لونغا بعد أن دمرها تولوس هوستيليوس. آخر مثال معروف لجينس ضمت لطبقة البطارقة قبل القرن الأول قبل الميلاد كان عندما تمت إضافة جينس كلودي Claudii إلى صفوف البطارقة بعد وصولها إلى روما في عام 504 قبل الميلاد، بعد خمس سنوات من إنشاء الجمهورية.
تصف مصادر عديدة فئتين بين الجينسات البطرقية، والمعروفة باسم الجينسات الكبرى gentes maiores والجينسات الصغرى gentes minores. لم تبقى أي معلومات محددة بشأن أي العائلات التي عُدت بين الجينسات الكبرى، أو حتى كم كان عددها. لكن يكاد يكون مؤكدًا أن من بينها كانت جينسات: مانلي Manlii، وفابي Fabii، وكوميلي Cornelii، وكلاوديClaudii ، واميلي Aemilii ، وفاليري Valerii. وليس من المؤكد ما إذا كان هذا التمييز له أي أهمية عملية، رغم أنه هناك اقتراح أن برينسيبيس سيناتوس ، أو رئيس مجلس الشيوخ، يجري اختيارهم عادةً من أفرادها.
في العقود القليلة الأولى من الجمهورية، ليس من المؤكد تمامًا أي من الجينسات اعتبرت من البطارقة، وأيها من الدهماء. رغم أن سلسلة من القوانين اصدرت في العامين 451 و 450 قبل الميلاد عندما عمل في اللوائح الاثناء عشر على تدوين تمييز صارم بين الطبقات، مستبعدين بشكل رسمي الدهماء من تولي أي من السلطات الكبرى magistracies من ذلك الوقت حتى صدور قانون ليكس ليسينيا سيكستيا Lex Licinia Sextia في عام 367 قبل الميلاد. تم إلغاء القانون الذي يحظر التزاوج بين البطارقة والدهماء بعد بضع سنوات فقط، من قبل ليكس كانوليا Lex Canuleia في 445 قبل الميلاد.
على الرغم من التسوية الرسمية للنظام في عام 367 ق.م، إثر الصراع الطبقي بين البطارقة والدهماء، استمرت البيوتات البطرقية، التي كانت تمثل بمرور الوقت نسبة أصغر وأصغر من السكان الرومان، في الاحتفاظ بأكبر قدر ممكن من السلطة، مما أدى إلى صراع متكرر بين الانظمة على مدى القرنان المقبلان. عارضت بعض العائلات البطرقية بانتظام تقاسم السلطة مع الدهماء، بينما قبلها البعض الآخر، وبقيت بعضها منقسمة على نفسها.
شملت العديد من الجينسات فروعًا من البطارقة والدهماء. ربما نشأت هذه من خلال التبني أو العتق، أو عندما اختلطت عائلتان غير مرتبطين تحملان نفس الاسم. قد يكون أيضًا أن أفرادًا من الجينسات قد غادروا طواعية أو طُردوا من طبقة البطارقة، وسرى ذلك على أحفادهم. في بعض الحالات، لم تعرف الجينسات التي كان من المفترض أنها في الأصل من البطارقة، أو اللاتي تم اعتبارها كذلك خلال الجمهورية المبكرة، إلا من خلال أحفادها في طبقة الدهماء .
بحلول القرن الأول قبل الميلاد، كان التمييز العملي بين البطارقة والدهماء ضئيلاً. ومع ذلك، مع صعود السلطة الإمبراطورية، تم رفع العديد من الجنسات من طبقة الدهماء إلى بطارقة، لتحل محل العائلات البطرقية القديمة التي تلاشت إلى الغموض، ولم تعد ممثلة في مجلس الشيوخ الروماني. على الرغم من أن كل من مفهوم الجينس والبطارقة قد بقي بشكل جيد في العصر الإمبراطوري، فإن كلاهما فقد تدريجيًا معظم أهميتهما. في القرون الأخيرة من الإمبراطورية الغربية، تم استخدام بطارق في المقام الأول كلقب فردي، بدلاً من فئة تنتمي إليها عائلة بأكملها.